# صفیه علی
صفیه علی (انگلیسی: Safiye Ali؛ ۲ فوریه ۱۸۹۴ – ۵ ژوئیهٔ ۱۹۵۲) نخستین پزشک زن در جمهوری ترکیه بود. او فارغ‌التحصیل کالج رابرت در استانبول بود و در جنگ‌های بالکان، جنگ جهانی اول، و جنگ استقلال ترکیه به درمان مجروحان جنگی پرداخت. صفیه در سال ۱۹۱۶ در آلمان تحصیل پزشکی را آغاز کرد و در سال ۱۹۲۳ مطبش را در استانبول افتتاح کرد.
یک مرکز سلامت خانواده در استانبول به یاد او نام‌گذاری شده‌است. وی تحقیقات مهمی در زمینهٔ رفاه حال مادران و نوزادان انجام داده‌است. او همچنین با تدریس پزشکی به دانشجویان دختر، به‌عنوان اولین زنی که پزشکی را آموزش داد، تاریخ‌ساز شد.
در دوم فوریهٔ ۲۰۲۱، گوگل تولد ۱۲۷سالگی صفیه علی را با یک گوگل دودل گرامی داشت.